# Primeira Igreja Presbiteriana Escocesa de Charleston

A Primeira Igreja  Presbiteriana Escocesa de Charleston (PIPEC) - em inglês: First Scots Presbyterian Church of Charleston - é uma igreja histórica localizada em Meeting St., Charleston, Carolina do Sul. A congregação foi fundada em 1731 quando uma dúzia de residentes escoceses deixaram a Igreja Independente de Charleston (agora a Igreja Circular Congregacional) . O edifício atual foi construído em 1814, tornando-se o quinto mais antigo edifício de igreja na cidade.
A igreja é conhecida também pela sua produção musical, como o  Festival anual de Bach.

## História
O design dos edifícios foi inspirado na Basílica de Baltimore em Baltimore, Maryland  e contém vários símbolos escoceses nos vitrais e um símbolo da Escócia , o cardo , nas grades de ferro forjado.
O edifício foi construído pelos irmãos escoceses John e James Gordon. O prédio deles substituiu uma igreja de madeira anterior, cuja localização é marcada no pátio da igreja com bandeiras de tartan.
A igreja tem duas torres sineiras, mas seus sinos foram doados para os militares durante a Guerra Civil Americana . Nos anos seguintes, foi contada a história de que os sinos nunca foram substituídos para homenagear os mortos da Confederação.
Em 1999, um sino, construído em 1814, foi reinstalado na torre norte.
A Igreja  de São João em Preston, Lancashire , Inglaterra, teve oito sinos em sua própria igreja histórica, mas não precisava mais deles quando um conjunto de substituição foi adquirido. Um sino foi danificado, mas sete foram passados para uma empresa britânica. Os primeiros escoceses fizeram planos para trazer os sete sinos de trabalho para Charleston e pendurá-los em suas torres. A torre do sul, no entanto, foi considerada muito enfraquecida pelo terremoto de 1886 em Charleston para apoiar os seis sinos menores. Ainda assim, o maior dos sinos da Igreja de São João estava pendurado na torre norte.
O sino, que pesa 1.470 libras e tem 43 polegadas de diâmetro, foi financiado em grande parte pela congregante Bonnie Workman; o sino é chamado "Bonnie" em sua honra.

## Doutrina
A igreja local é federada a Igreja Presbiteriana (EUA), pelo que sua teologia é reformada, calvinista e subscrevente dos Símbolos de Westminster (Confissão de Fé de Westminster , Catecismo Maior de Westminster e Breve Catecismo de Westminster).